# Revolución de 1851
La Revolución de 1851 o Guerra Civil de 1851 fue una rebelión ocurrida en Chile que tuvo por objetivo derrocar el gobierno del presidente Manuel Montt y derogar la Constitución de 1833, la cual estableció un gobierno presidencialista y monopartidista.

## Antecedentes
Tras la batalla de Lircay (1830), se instauró en Chile un gobierno de corte conservador, cuya mayor expresión fue la Constitución de 1833, elaborada por Diego Portales y Mariano Egaña, la cual estableció un gobierno presidencialista y monopartidista.  
Durante esa etapa, surgieron varios movimientos de ideas liberales. Intelectuales como Santiago Arcos, Francisco Bilbao, Jacinto Chacón, José Victorino Lastarria y Benjamín Vicuña Mackenna, entre otros, dieron vida a instituciones como la Sociedad Literaria de 1842 y la Sociedad de la Igualdad, con las cuales buscaban congregar a la población para lograr un aumento en los derechos civiles de la época.
En tanto, en Europa se produjo la Revolución de 1848, que influyó en las ideas de los opositores, quienes vieron en la acción armada, la forma más eficaz de deponer al gobierno opositor a su pensamiento.
Mientras tanto, en Concepción, se alzaba la candidatura presidencial del líder liberal José María de la Cruz Prieto en contra de la candidatura del nortino Manuel Montt. Al perder la elección presidencial, José María de la Cruz acusó de fraude electoral a Manuel Montt y desconoció la elección, temeroso de la pérdida de poder que esta derrota significaría para su clan, la familia Vial[cita requerida]. De esta forma, se sumaron algunos grupos y en la clandestinidad decidieron dar un golpe de Estado, confiando la acción en Santiago al coronel Pedro Urriola Balbontín. Entonces, había 2200 regulares y 70 000 guardias nacionales.

## Inicio de la Revolución

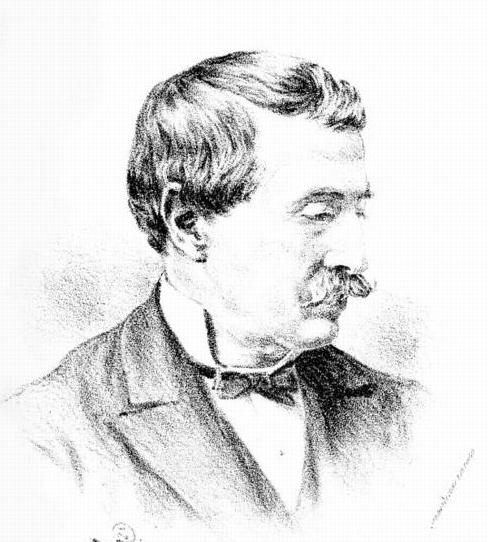
José Lastarria, miembro del bando rebelde

Al amanecer del 20 de abril de 1851, Urriola y sus compañeros se tomaron las principales calles de Santiago y asaltaron cuarteles para armar más hombres, sin embargo, de los cinco mil hombres prometidos por Francisco Bilbao y Manuel Recabarren Rencoret solo 15 se presentaron, a pesar del escaso apoyo y número fue necesario la acción de 2 batallones para hacerles frente. Con estas fuerzas el gobierno preparó una contraofensiva desde la Alameda y el Cerro Santa Lucía. El combate duró cerca de 5 horas, tras las cuales fue abatido Urriola y hubo más de 200 muertos.

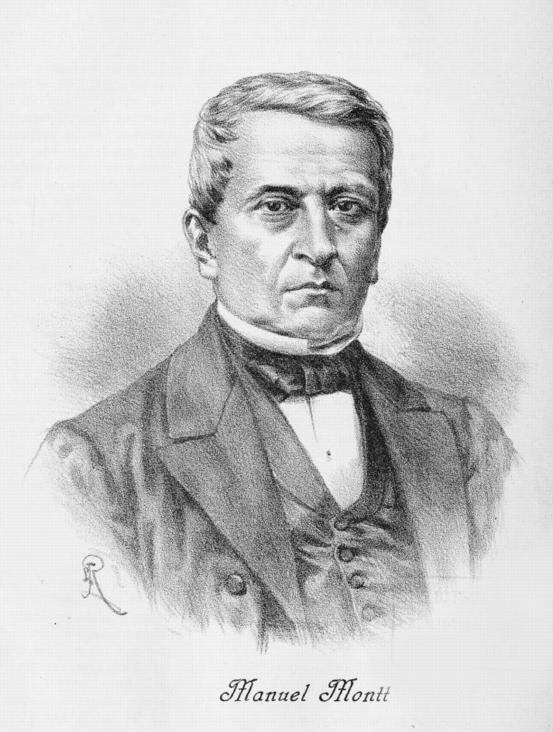
Manuel Montt

Luego de ello se produjo la elección presidencial, la cual ganó Montt por un amplio margen, lo que avivó las protestas por fraude electoral. Ante esta situación, se declara el estado de sitio y la ilegalidad de los partidos opositores. Se inician pequeñas protestas en La Serena, Aconcagua, Concepción y Maule, que darían paso a la revolución. En el intertanto, se producen detenciones de opositores políticos.

### Revolución en La Serena

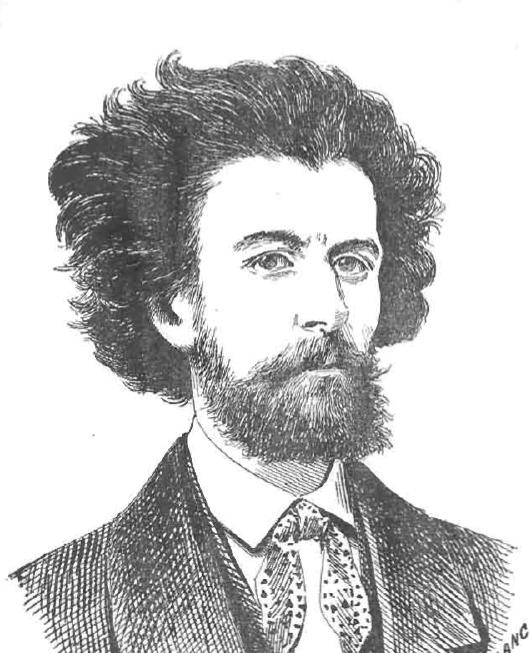
Francisco Bilbao, miembro del bando revolucionario

Dispuestos a apoyar a los revolucionarios de Santiago, la ciudad de La Serena vivía su propia revolución encabezada por Pedro Pablo Muñoz, los hermanos Antonio e Ignacio Alfonso junto a otros vecinos notables de la ciudad, quienes organizaron una milicia revolucionaria de 600 hombres de La Serena, Ovalle e Illapel llamada los Restauradores del Norte poniendo a la cabeza de ésta a José Miguel Carrera Fontecilla, hijo de José Miguel Carrera. Asimismo, se instauró un gobierno de facto en la ciudad, declarando abolida la Constitución de 1833. Luego de la batalla de Petorca se inició un Sitio en La Serena.
Estos hechos fueron narrados por el historiador Benjamín Vicuña Mackenna en su libro Historia de los diez años de la administración de don Manuel Montt (1862) hechos en que Vicuña participó como comandante de una división revolucionaria que combatió en Illapel.
Recientemente la Sociedad Patrimonial Pedro Pablo Muñoz de La Serena publicó el libro El sitio de La Serena. A las glorias del pueblo de Atacama y Coquimbo de 1851 (2013) donde diez historiadores abordan los hechos de la batalla en la ciudad de los campanarios, y la posterior revolución de Bernardino Barahona en Copiapó. El libro incluye fotografías y cartas inéditas de los participantes, tanto gobiernistas como igualitarios.

### Revolución en Concepción

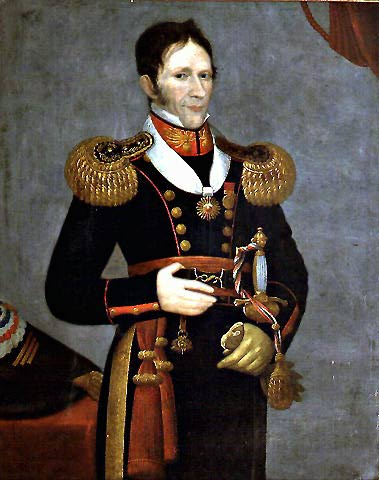
José María de la Cruz, excandidato opositor y líder de la Revolución

El 13 de septiembre, cinco días antes de la asunción de Montt, se declaró una asonada al mando del excandidato Cruz, quien no aceptando la derrota electoral, y temiendo que las familias conservadoras de Concepción perdieran protagonismo en la dirección del país, consiguió armar un grupo de cuatro mil hombres, entre partidarios liberales, tropas sublevadas, montoneros, soldados veteranos y mapuches del cacique Mañil y Colipí.
Mientras tanto, el gobierno decidió enviar al expresidente Bulnes para pacificar la zona. Este general logró contener a las fuerzas revolucionarias ocupando las ciudades de Chillán y San Carlos, obteniendo victorias en Monte de Urra (19 de noviembre). Sin embargo las tropas revolucionarias avanzaban hacia el norte, dispuestas a realizar la ocupación de Talca, cuando Bulnes pudo detenerlos en la batalla de Loncomilla donde las fuerzas opositoras fueron derrotadas.

### Fin del movimiento revolucionario

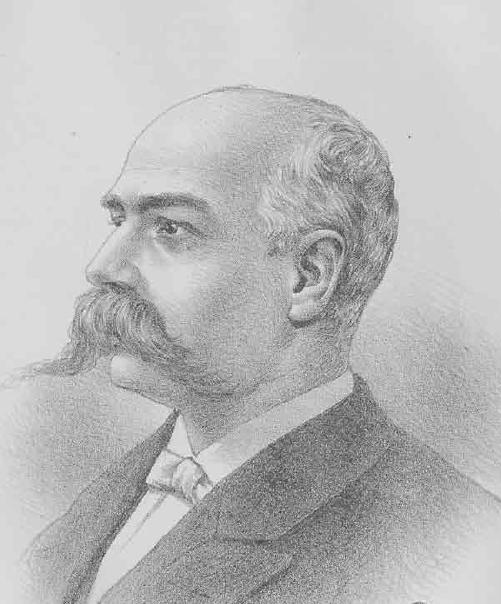
Benjamín Vicuña Mackenna, opositor y perseguido político

Mientras tanto, la revolución seguía prendida en el norte. No obstante, la derrota de los liberales en Petorca los hace mantenerse en la provincia de Coquimbo, al tiempo que algunos empresarios mineros proclives al gobierno deciden crear un ejército contrarrevolucionario al mando de Ignacio José Prieto.
En el ínterin, un destacamento del ejército al mando de Juan Vidaurre-Leal Morla y Victorino Garrido desembarca en Papudo y se dirigió hacia la provincia de Coquimbo con 4000 soldados. Éstos se unieron a Prieto y se marcharon a La Serena, la ciudad contaba con apenas 1000 hombres para su defensa, al mando de José Miguel Carrera Fontecilla, hijo del Padre de la Patria del mismo nombre pero aun así los liberales continuaron su resistencia. Luego de la derrota en Loncomilla de los revolucionarios de Concepción el 8 de diciembre, la revolución perdió su fuerza expansiva quedando reducida a un foco aislado y circunscrito a la ciudad de La Serena. Sin embargo el 26 de diciembre estalla la revolución en Copiapó por las fuerzas al mando de Bernardino Barahona (Varaona, según escritura de la época), muchos de los soldados mineros que defendían a La Serena en el intertanto se mueven al norte para apoyar este nuevo foco revolucionario. A fines de diciembre La Serena con sus trincheras vacías es ocupada por las fuerzas del gobierno, sin haberse logrado un armisticio entre las autoridades de ambos bandos. El 8 de enero de 1852 las fuerzas revolucionarias de Copiapó son derrotadas en Linderos de Ramadilla por el ejército de Chile dando fin a la sublevación de las provincias.

## Consecuencias de la Revolución
Tras el fracaso de la Revolución, el gobierno de Montt inició una persecución política contra los instigadores de la revolución. Apoyado en su ministro Antonio Varas, y tras la entrega de facultades que hiciera el Congreso, se realizaron detenciones y deportaciones. Asimismo, algunas decenas de opositores al gobierno debieron salir al exilio, como Arcos, Bilbao, Lastarria, Vicuña Mackenna, Eusebio Lillo y Vicente de Larraín y Aguirre, entre otros.
Este movimiento provocó un gran quiebre entre los grupos opositores, creándose dos tendencias: una, encabezada por Francisco Bilbao, que llamaba a rehacer la revolución por la vía de las armas, y la otra, defendida por Lastarria, que buscaba volver a la democracia por la vía institucional. Finalmente, fue esta última la que terminó por imponerse. El costo en vidas también fue alto, entre 2000, 3000 y 4000 personas murieron a causa de la fallida Revolución.